# RMS Laconia (1921)
O RMS Laconia foi um transatlântico britânico operado pela Cunard, e construído nos estaleiros da empresa Swan Hunter & Wigham Richardson em Tyne and Wear. Este navio foi o sucessor do RMS Laconia de 1911 a 1917. Seu lançamento foi em 9 de abril de 1921 e fez sua viagem inaugural em 25 de maio de 1922, e foi de Southampton para Nova Iorque. Com a eclosão da Segunda Guerra Mundial, o Laconia foi convertido em um navio cruzador mercante armado, e mais tarde, em um navio de tropas. Ele afundou no Oceano Atlântico em 12 de setembro de 1942 por ataque de torpedos de subimarino. Assim como o seu antecessor, que foi afundado durante a Primeira Guerra Mundial em 25 de fevereiro de 1917, este Laconia também foi afundado por um submarino alemão. Algumas estimativas do número de mortos sugerem que mais de 1.658 pessoas foram mortas quando o Laconia afundou. O comandante do submarino Werner Hartenstein encenou então um esforço dramático para poder resgatar os passageiros e a tripulação do Laconia, que envolveu submarinos alemães adicionais e ficou conhecido como o incidente do Laconia.

## Descrição
O navio'tinha 601.3 ft (183.3 metros) de comprimento, com boca de 73.7 ft (22.5 metros). Ela tinha uma profundidade de 40.6 ft (12.4 metros) e um calado de 32 pés (10.0 metros). Ele era movido por seis turbinas a vapor de 2.561 nhp, que acionavam hélices de parafuso duplo por meio de engrenagens de redução dupla. As turbinas foram fabricadas pela empresa Wallsend Slipway & Engineering Company, Newcastle upon Tyne . Além da acomodação para passageiros, o Laconia tinha 54, 089 pés de espaço de carga refrigerado.

## Início de carreira

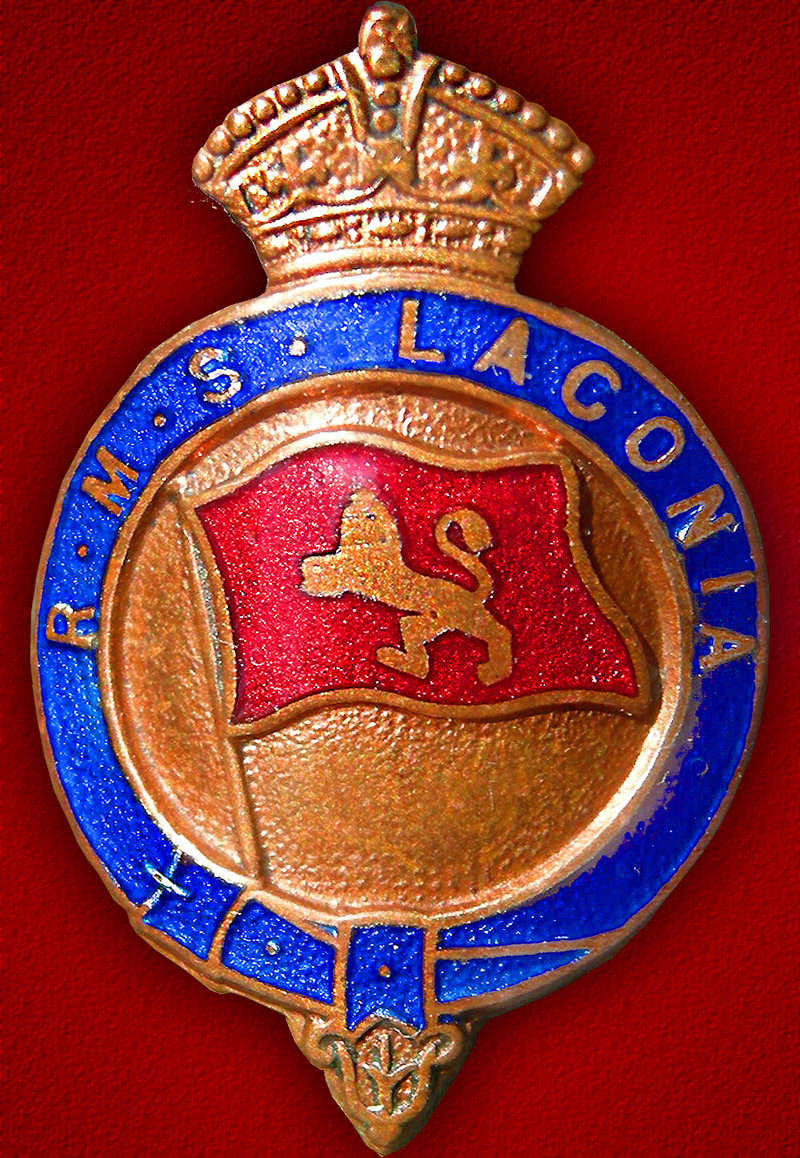
Símbolo crista do RMS Laconia com logotipo da "coroa" do Royal Mail

O RMS Lacônia começou a ser construído nos estaleiros pela Swan Hunter & Wigham Richardson Ltd, em Northumberland. e foi lançado em 9 de abril de 1921, ela foi concluída em janeiro de 1922. Seu porto de registro era Liverpool. Seu número oficial no Reino Unido era o 145925, e até 1933 suas letras de código eram KLWT. Como o "navio do correio real" (em Inglês: Royal Mail Ship), o Laconia tinha o direito de exibir o logotipo da "coroa" da Royal Mail como parte de seu brasão.

## Volta ao mundo
Em 21 de novembro de 1922, o novo Lacônia iniciou a sua carreira como um cruzeiro ao redor do mundo, o navio foi fretado pela empresa American Express Company, que durou apenas 130 dias e fez escala em 22 portos, transportando 347 passageiros, a maioria dos viajantes era a de lazer. Esta foi a primeira circunavegação contínua do mundo por um navio de passageiros, uma viagem mais tarde apelidada de o primeiro cruzeiro mundial.

## Rota Regular
O Laconia navegou principalmente no serviço de rotas transatlânticas da Cunard entre Liverpool, Boston e Nova York do final da primavera ao início do inverno, enquanto trabalhava em cruzeiros prolongados para climas mais quentes de janeiro a abril.

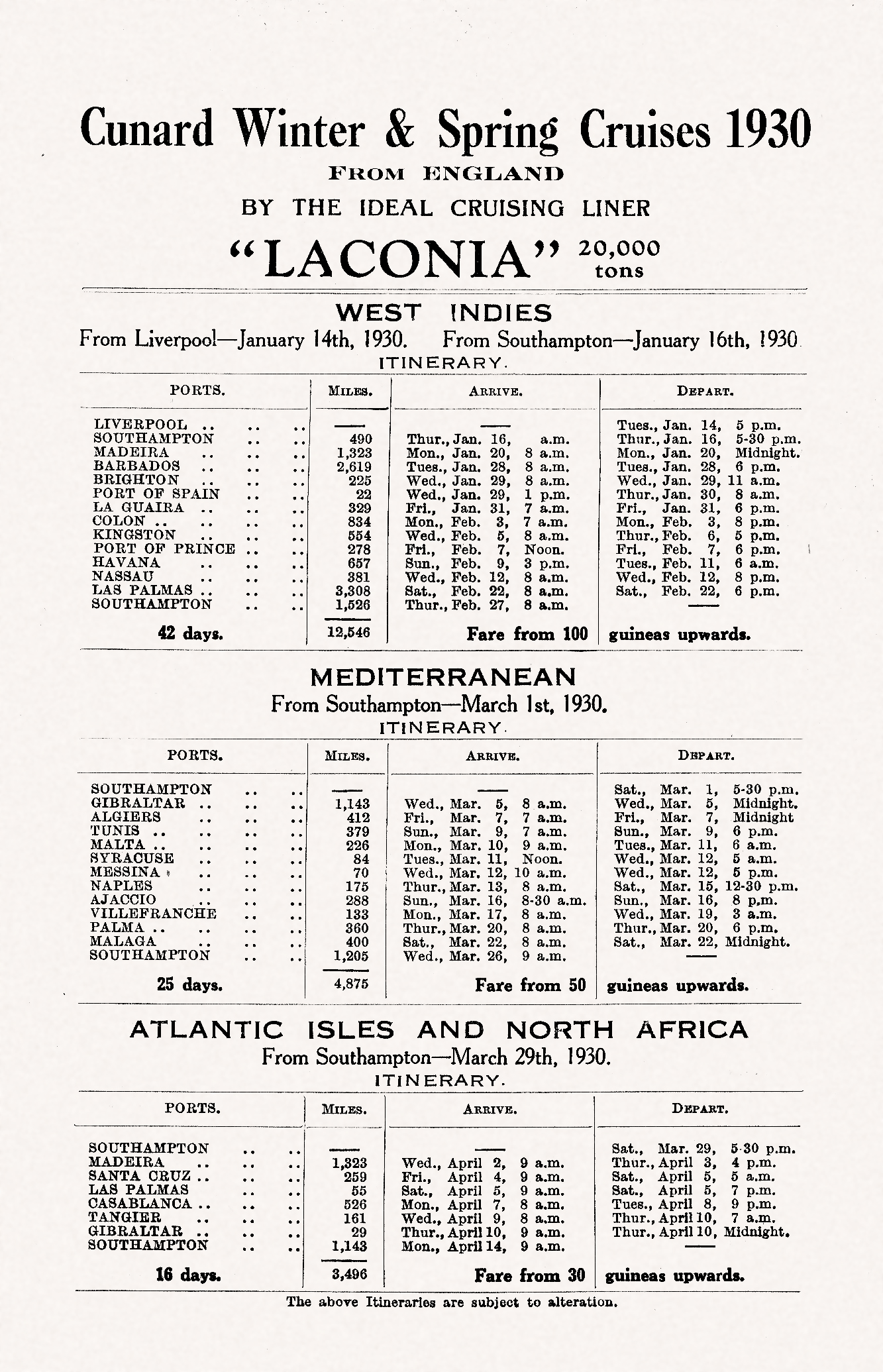
Folheto da Cunard mostra a programação do navio Laconia de 1930

## Colisões
Em 8 de setembro de 1925, o Lacônia colidiu com uma escuna britânica, Lucia P. Dow, no Oceano Atlântico, próximo ao leste de Nantucket, Massachusetts, nos Estados Unidos. O Lacônia rebocou a escuna por 120 náuticas, antes de entregar ao rebocador americano, Resolute. Em 1930, seu indicativo era o código GJCD, e em 1934 substituiu suas letras de código. Em 24 de setembro de 1934, o Laconia se envolveu em uma colisão com um outro navio na costa dos Estados Unidos, enquanto o navio viajava de Boston para Nova York em meio a uma densa neblina. Ele bateu a bombordo do um navio cargueiro norte-americano, Pan Royal. Ambos os navios sofreram danos sérios, mas ambos conseguiram prosseguir por conta própria. O Laconia voltou a Nova York para passar por reparos e retomou ao serviço de cruzeiro em 1935.

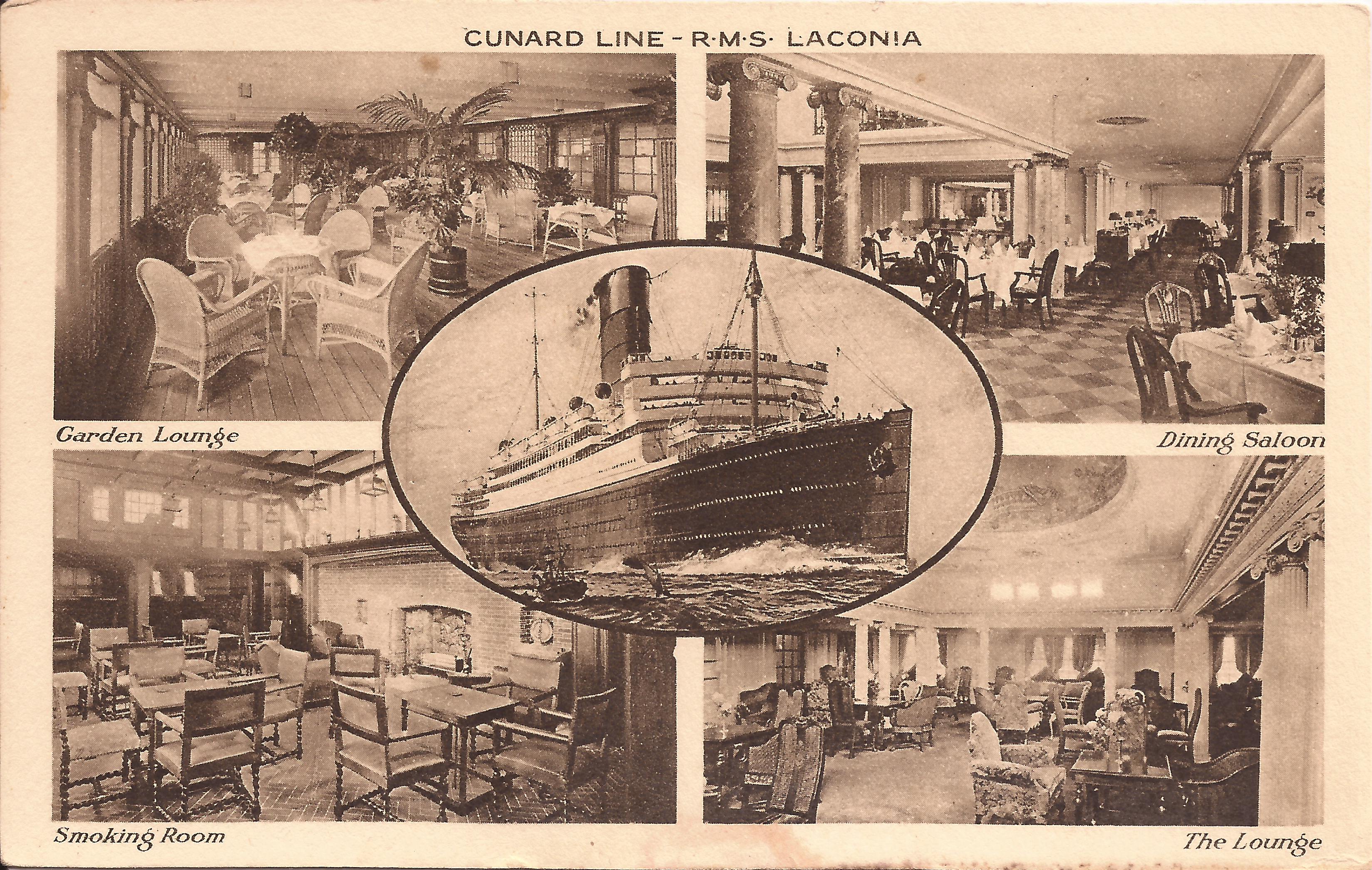
Um antigo cartão postal representando o lounge, o salão do jardim, o salão de jantar e a sala para fumantes no Laconia.

## Convocado para o serviço de guerra

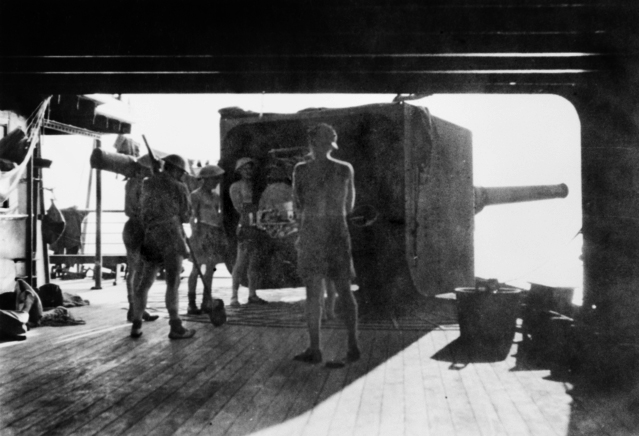
Australianos embarcando no Laconia, em 22 de março de 1942

Em 4 de setembro de 1939, o Almirantado Britânico requisitou o Laconia, e foi convertido em um navio cruzador mercante armado. Em janeiro de 1940, ela havia sido equipada com oito canhões de seis polegadas e dois canhões de alto ângulo de três polegadas. Após testes na Ilha de Wight, o navio embarcou nas barras de ouro, e navegou para a cidade de Portland, no estado de Maine e em Halifax, na Nova Escócia, em 23 de janeiro. Ele passou os meses seguintes escoltando comboios até o território de Bermudas e pontos no meio do Atlântico, onde se juntariam a outros comboios.
Por volta do dia 9 de junho, o navio encalhou na bacia de Bedford, em Halifax, sofrendo danos consideráveis no casco, e os reparos somente foram concluídos no final de julho. Em outubro, suas acomodações de passageiros foram desmontadas e algumas áreas preenchidas com tambores de óleo para fornecer flutuabilidade extra, para que ela permanecesse à tona por mais tempo se fosse torpedeada.
Durante o período de junho a agosto de 1941, o Laconia retornou para a Saint John, em Novo Brunswick e passou por algumas reformas, depois o navio retornou a Liverpool para ser usado como um transporte de tropas pelo resto da guerra. Em 12 de setembro de 1941, ela chegou na doca de Bidston, em Birkenhead e foi adquirida pela Cammell Laird and Company para ser convertida. No início de 1942, o trabalho estava concluído, e durante os seis meses, ela fez viagens militares ao Médio Oriente. Numa dessas viagens, o navio foi utilizado para transportar prisioneiros de guerra, principalmente italianos. Ela viajou para a Cidade do Cabo, na África do Sul e depois rumou para Freetown, na Serra Leoa, seguindo um percurso em zigue-zague e empreendendo manobras evasivas durante a noite e a madrugada.

## Viagem final

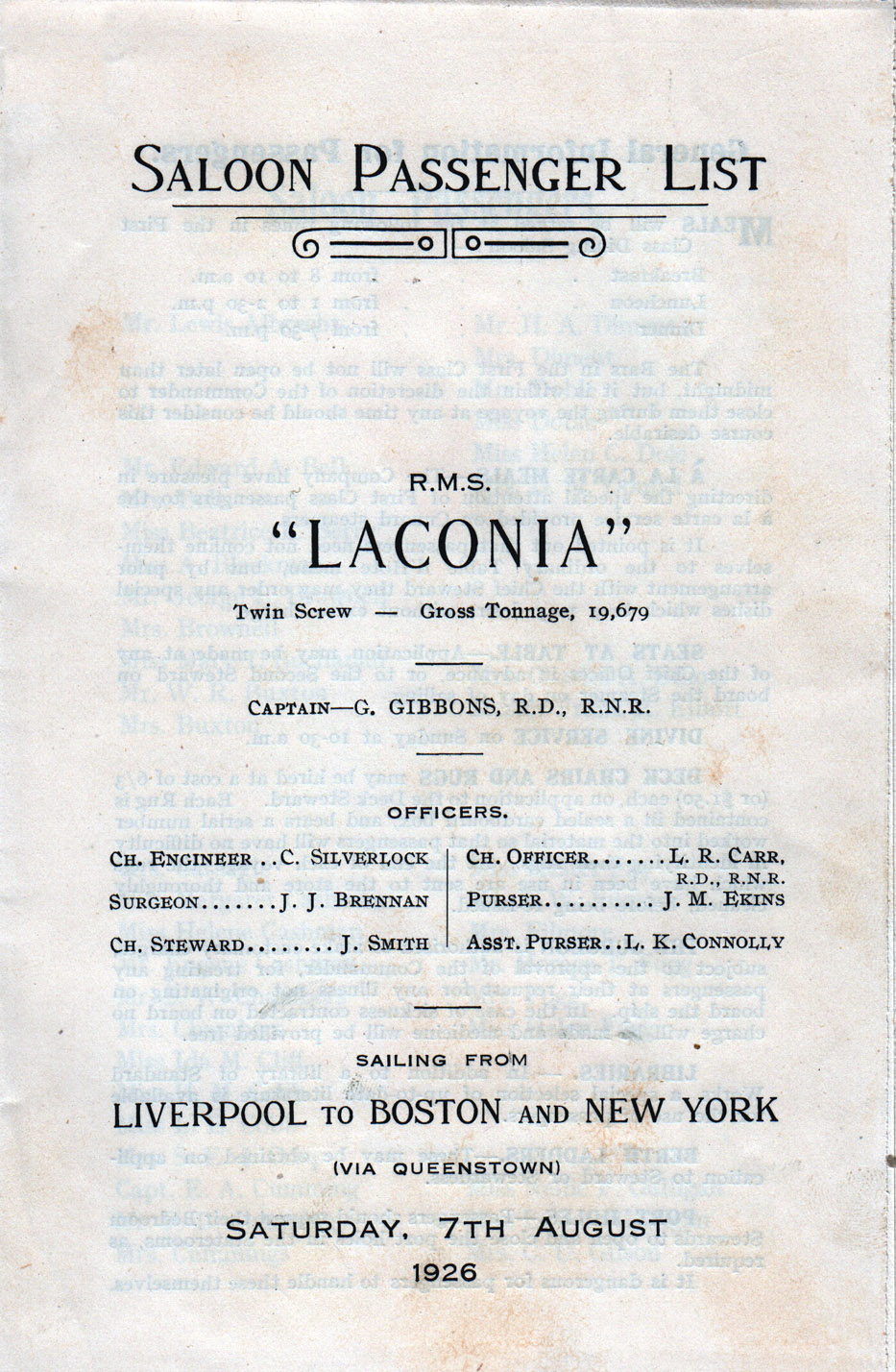
"Lista de passageiros do Saloon" do Laconia 7 de agosto de 1926

Em 12 de setembro de 1942, às 8h10 tarde, 130 milhas (210 km) ao norte-nordeste da Ilha de Ascensão, o Lacônia foi atingido por um torpedo disparado pelo submarino U-156 no lado estibordo. Houve uma explosão no porão de carga e muitos dos prisioneiros italianos a bordo morreram instantaneamente. O navio imediatamente tombou para o lado estibordo e pousou pesadamente na proa. No comando do Laconia, estava o Capitão Rudolph Sharp, que também comandou o RMS Lancastria, outro transatlântico da Cunard. Quando este mesmo foi afundado também pela ações inimigas, que estava ganhando controle sobre a situação quando um segundo torpedo atingiu o número dois. No momento do ataque, o Laconia transportava 268 militares britânicos (incluindo muitas mulheres e enfermeiras), 160 soldados polacos (que estavam de guarda), mais de 80 civis e cerca de 1.800 prisioneiros de guerra italianos.
O capitão Sharp ordenou que o navio fosse abandonado imediatamente, e que as mulheres, crianças e feridos fossem levados primeiro para os botes salva-vidas. A essa altura, o castelo de proa do Laconia já estava completamente inundado. Alguns dos 32 botes salva-vidas foram destruídos pelas explosões. De acordo com os sobreviventes italianos, muitos dos prisioneiros de guerra foram deixados trancados nos porões do Laconia e alguns dos que escaparam e tentaram embarcar em botes salva-vidas e algumas jangadas salva-vidas foram baleados ou golpeados com baionetas pelos seus captores polacos. Embora a maioria das tropas e alguns tripulantes britânicos e polonesas tenham sobrevivido, apenas 415 italianos foram resgatados, dos 1.809 que estavam a bordo.

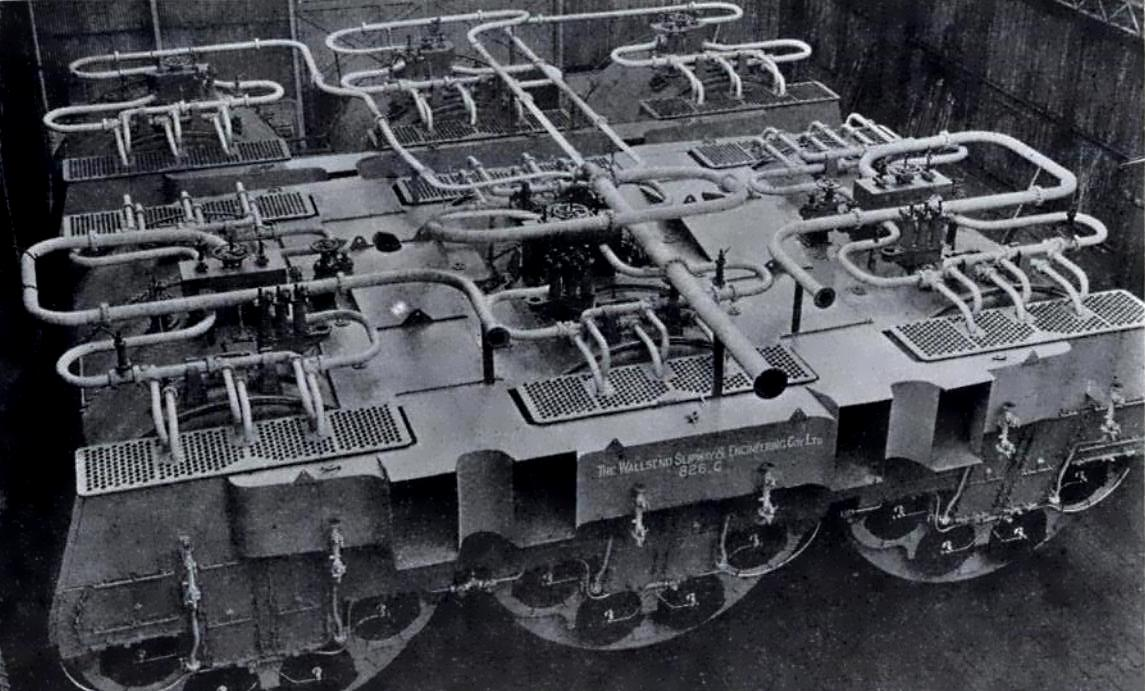
Instalação das caldeiras do Laconia em 1922

Às 21:00 da noite, o Laconia afundou, a proa submergiu primeiro, e a popa foi subindo verticalmente no ar, com o próprio Capitão Sharp e muitos dos prisioneiros italianos e os demais passageiros ainda a bordo. As perspectivas para aqueles que escaparam do navio eram apenas ligeiramente melhores; os tubarões eram comuns na área e os botes salva-vidas estavam à deriva no meio do Atlântico, com pouca esperança de resgate. O U-156 tentou interceptar um comboio inimigo quando o anúncio do vigia de bordo britânico às 11h37, "fumaça a estibordo". O Tenente-Comandante Werner Hartenstein do U-156 espera durante a noite para se aproximar do transatlântico e do torpedo às 22h07. Quando o comandante do submarino percebe que civis e prisioneiros de guerra italianos estão por perto. A bordo, ele sai para salvar os sobreviventes que lutam em o oceano.
Quando o comandante do subimarino U-156, "Kapitänleutnant Werner Hartenstein", percebeu que os civis e prisioneiros de guerra estavam a bordo do Laconia, ele emergiu para resgatar os sobreviventes, e pediu ajuda ao Befehlshaber der U-Boote (Comando de submarinos na Alemanha). Vários submarinos foram despachados; todos hastearam bandeiras da Cruz Vermelha e sinalizaram por rádio que uma operação de resgate estava em andamento.
Na manhã seguinte, um avião B-24 Liberator da USAAF avistou os esforços de resgate do navio. Hartenstein sinalizou ajuda ao piloto, que então notificou a base americana na Ilha de Ascensão sobre a situação. O oficial superior de serviço, Robert C. Richardson III, que mais tarde alegou não ter conhecimento da mensagem de rádio dos alemães, ordenou imprudentemente que os submarinos fossem atacados. Apesar da tripulação do Liberator ver claramente as bandeiras da Cruz Vermelha, eles pressionaram o ataque. Os sobreviventes aglomeraram-se nos conveses dos submarinos e nos botes salva-vidas rebocados, enquanto o submarino B-24 fazia vários ataques mortais ao submarino U-156. Os alemães ordenaram que seus submarinos mergulhassem, abandonando muitos sobreviventes.
Após o incidente, o almirante Karl Dönitz emitiu a ordem do Lacônia, ordenando doravante aos seus comandantes que não resgatassem sobreviventes após os ataques de torpedo. Alguns navios franceses de Vichy resgataram 1.083 pessoas dos botes salva-vidas e levaram a bordo as recolhidas pelos quatro submarinos que estavam no local, e ao todo cerca de 1.500 sobreviveram ao naufrágio. Outras fontes afirmam que apenas 1.083 sobreviveram e cerca de 1.658 pessoas morreram (98 tripulantes, 133 passageiros, 33 guardas poloneses e 1.394 prisioneiros italianos que estavam a bordo do navio), embora algumas estimativas concordem que o número de mortos chegou a 1.757. Mais pessoas perderam a vida no naufrágio do Laconia do que no naufrágio do RMS Titanic em 1912.
Entre os navios franceses envolvidos no resgate do Laconia estavam o Annamite, o Dumont-d'Urville e o Gloire.

## meios de comunicação
Em 6 e 7 de janeiro de 2011, a BBC2 no Reino Unido transmitiu The Sinking of the Laconia, uma dramatização em duas partes baseado no naufrágio do Laconia . O naufrágio do RMS Laconia também foi destaque no programa River Monsters do Animal Planet, em um episódio chamado "Killers from the Abyss", que investigou os ataques de tubarões aos sobreviventes do naufrágio.